# ستلاريوم
ستلاريوم  (بالإنجليزية: Stellarium)‏ هو برنامج فلكي ثلاثي الأبعاد يحاكي القبة السماوية (بلانتاريوم) من على سطح الأرض بالعديد من النجوم والكواكب وما إلى ذلك في الوقت الحقيقي كما أنه قابل للتحكم بوقت وموقع رصد القبة السماوية. ويُتيح البرنامج مراقبة السماء من كواكب مختلفة وليس الأرض فقط. كما أنه يَستطيع محاكاة مواعيد احتجاب الأجرام السماوية واقترانها وشروقها وغروبها. ويُوفر البرنامج خرائط للسماء بالثقافات المُختلفة، حيث توجد به خريطة للسماء والكوكبات حسب تخيلات العديد من الحضارات القديمة.

## خصائص ومزايا
يتميز البرنامج بسهولة الاستخدام، مجاني، مفتوح المصدر، بالإضافة لدعم تعدد اللغات والعمل على أنظمة تشغيل مختلفة. يمكن أيضا عمل نسخة متنقلة من البرنامج.

### خصائص سماوية
- أكثر من 600,000 نجم مستخلصة من هيباركوس وفهرس تايكو 2
- كتالوجات أخرى تحوي أكثر من 210 مليون نجم
- عروضات مختلفة من الكوكبات
- كوكبات من عشر ثقافات
- صور كاملة لنيبولا (فهرس مسييه)
- محاكاة حقيقية لمجرة درب التبانة
- محاكاة حقيقية للجو وشروق الشمس وغروبها
- كواكب المجموعة الشمسية وأقمارها الأساسية.
- القدرة على استعراض النجوم والأجرام السماوية الأخرى من إطارات مختلفة غير الأرض (مثلا: زحل، القمر)

### الواجهة
- التكبير (الماوس أو لوحة المفاتيح Pg Up أو Pg Down)
- التحكم بالاتجاهات (الماوس أو أسهم لوحة المفاتيح)
- التحكم بالوقت (الماوس أو لوحة المفاتيح بالأزرار CTRL أو ALT مع\أو + أو - أو F5)
- لغة واجهة متعددة (إعدادات بالماوس أو لوحة المفاتيح F2)
- تحديد الموقع (F6)
- البحث (F3)
- دعم برمجة نصية للتسجيل وإعادة العرض
- تحكم بالمقراب

## وصلات خارجية
- ستلاريوم على موقع Open Hub (الإنجليزية)
- ستلاريوم على موقع Free Software Directory (الإنجليزية)
- ستلاريوم على موقع Framasoft (الفرنسية)
- ستلاريوم على موقع SourceForge (الإنجليزية)
- الموقع الرسمي